# Zoila Gurgel
Zoila Frausto (ur. 10 grudnia 1983 we Fresno) − amerykańska zawodniczka mieszanych sztuk walki (MMA), boksu tajskiego oraz kick-boxingu. Była mistrzyni amerykańskiej organizacji Bellator FC w wadze piórkowej kobiet (52 kg).

## Kariera sportowa

### MMA
W mieszanych sztukach walki zadebiutowała w 2009 roku. W swojej debiutanckiej walce pokonała Karinę Hallinan przez niejednogłośną decyzję sędziów. Jeszcze w tym samym roku podpisała kontrakt z czołową amerykańską organizacją MMA - Strikeforce. W Strikeforce zadebiutowała 6 listopada pokonując Elishę Helsper na punkty po 3. rundowym pojedynku. Kolejny pojedynek stoczyła 26 marca 2010 roku na gali Strikeforce Challengers - Johnson vs. Mahe. Gurgel przegrała wtedy z Mieshą Tate przez poddanie. Po tej przegranej właściciele Strikeforce nie przedłużyli kontraktu z Gurgel.
W czerwcu 2010 roku stoczyła walkę w organizacji Bellator w której stawką była kwalifikacja do inauguracyjnego turnieju o pas mistrzowski w wadze piórkowej (52 kg). Gurgel znokautowała wtedy swoją przeciwniczkę Rosi Sexton ciosem kolanem i uderzeniami w parterze tym samym kwalifikując się do turnieju.
Ćwierćfinał turnieju odbył się 19 sierpnia tego samego roku na gali Bellator 25. Gurgel pokonała wtedy Jessicę Penne przez decyzję sędziów. W półfinale (30 września) zwyciężyła Jessicę Aguilar po 3. rundach na punkty. Walka finałowa turnieju odbyła się 28 października na Bellator 34 w której pokonała ówcześnie niepokonaną Megumi Fujii na punkty i została mistrzynią w wadze piórkowej.
Od października 2012 zdołała wygrać jedną z czterech walk.

### Kick-boxing / Muay thai
W 2014 zadebiutowała w formule muay thai, gdzie do końca roku wygrała trzy pojedynki i zdobyła pasy mistrzowskie WBC oraz IKKC. 20 stycznia 2017 zadebiutowała w GLORY pokonując Niemkę Danielę Graf jednogłośnie na punkty.

## Osiągnięcia[4]
Mieszane sztuki walki:
- 2010: Bellator FC − 1. miejsce w turnieju wagi piórkowej (52 kg)
- 2010−2013: mistrzyni Bellator FC w wadze piórkowej

Boks tajski:
- 2014: mistrzyni WBC Muay Thai National w wadze muszej
- 2014: mistrzyni IKKC Muay Thai w wadze muszej